# Bibern
Bibern é uma comuna da Suíça, no Cantão Schaffhausen, com cerca de 258 habitantes. Estende-se por uma área de 1,8 km², de densidade populacional de 143 hab/km². Confina com as seguintes comunas: Hilzingen (DE - BW), Hofen, Lohn, Opfertshofen, Tengen (DE-BW), Thayngen.
A língua oficial nesta comuna é o Alemão.